# Línea 16 (AUVASA)
La línea 16 de AUVASA une el barrio de Pinar de Jalón, en la ciudad de Valladolid, y el polígono industrial de Argales con el paseo de Zorrilla y el nudo de comunicaciones de la plaza de Juan de Austria. Tiene servicio todo el día de lunes a viernes, y los sábados por la mañana.

## Historia
Hasta el 2 de enero de 2018, el recorrido de la línea 16 era entre la plaza de España y el colegio San Juan de Dios, con paradas también en el entorno de las estaciones de ferrocarril y autobuses, el paseo de Zorrilla, el polígono industrial de Argales, el barrio de Arcas Reales y la factoría de Renault de Valladolid; y circulaba todos los días de la semana. Con motivo de una reorganización del servicio de Auvasa, el recorrido se dividió en dos líneas rápidas: la actual 16 y la línea 26 (Plaza España - San Juan de Dios).

## Frecuencias
La línea 16 es una línea A Horario por lo que se indican todos los horarios de salida:
| DÍA        | LUGAR DE SALIDA    | HORARIOS DE SALIDA | HORARIOS DE SALIDA | HORARIOS DE SALIDA | HORARIOS DE SALIDA | HORARIOS DE SALIDA | HORARIOS DE SALIDA | HORARIOS DE SALIDA | HORARIOS DE SALIDA | HORARIOS DE SALIDA | HORARIOS DE SALIDA         | HORARIOS DE SALIDA         | HORARIOS DE SALIDA         | HORARIOS DE SALIDA         | HORARIOS DE SALIDA         | HORARIOS DE SALIDA         | HORARIOS DE SALIDA         | HORARIOS DE SALIDA         | HORARIOS DE SALIDA         |
| ---------- | ------------------ | ------------------ | ------------------ | ------------------ | ------------------ | ------------------ | ------------------ | ------------------ | ------------------ | ------------------ | -------------------------- | -------------------------- | -------------------------- | -------------------------- | -------------------------- | -------------------------- | -------------------------- | -------------------------- | -------------------------- |
| Laborables | PINAR DE JALÓN     | 7:50               | 8:35               | 9:25               | 10:15              | 11:15              | 12:15              | 13:05              | 13:55              | 14:45              | 15:35                      | 16:25                      | 17:15                      | 18:05                      | 19:05                      | 20:05                      | 20:55                      | 21:45                      | 22:30                      |
| Laborables | PASEO ZORRILLA, 71 | 7:33               | 8:10               | 9:00               | 9:50               | 10:40              | 11:50              | 12:40              | 13:30              | 14:20              | 15:10                      | 16:00                      | 16:50                      | 17:40                      | 18:30                      | 19:40                      | 20:30                      | 21:20                      | 22:10                      |
| Sábados    | PINAR DE JALÓN     | 7:45               | 8:35               | 9:25               | 10:15              | 11:15              | 12:15              | 13:05              | 13:55              | -                  | Sábados tarde sin servicio | Sábados tarde sin servicio | Sábados tarde sin servicio | Sábados tarde sin servicio | Sábados tarde sin servicio | Sábados tarde sin servicio | Sábados tarde sin servicio | Sábados tarde sin servicio | Sábados tarde sin servicio |
| Sábados    | PASEO ZORRILLA, 71 | 7:20               | 8:10               | 9:00               | 9:50               | 10:40              | 11:50              | 12:40              | 13:30              | 14:30              | Sábados tarde sin servicio | Sábados tarde sin servicio | Sábados tarde sin servicio | Sábados tarde sin servicio | Sábados tarde sin servicio | Sábados tarde sin servicio | Sábados tarde sin servicio | Sábados tarde sin servicio | Sábados tarde sin servicio |
| Festivos   | SIN SERVICIO       | -                  | -                  | -                  | -                  | -                  | -                  | -                  | -                  | -                  | -                          | -                          | -                          | -                          | -                          | -                          | -                          | -                          | -                          |

## Paradas
Nota: Al pinchar sobre los enlaces de las distintas paradas se muestra cuanto tiempo queda para que pase el autobús por esa parada.
| Hacia Pº Zorrilla, 71                         | Correspondencia con líneas: |
| --------------------------------------------- | --------------------------- |
| C/ Kilimanjaro fte. Pza. Everest              | 4                           |
| C/ Kilimanjaro 1 esq. Peñalara                | 4                           |
| Avda. Zamora fte. Col. San Agustín            | -                           |
| C/ Vázquez de Menchaca 33                     | -                           |
| C/ Vázquez de Menchaca 21 esq. Avda. Zamora   | -                           |
| Avda. El Norte de Castilla 47                 | -                           |
| Avda. El Norte de Castilla 19 esq. Forja      | -                           |
| C/ Daniel del Olmo 9                          | C2                          |
| Pº Zorrilla 101 LAVA                          | 1 2 5 18 19 23 26 C2 H F1   |
| Pº Zorrilla 71 esq. Arzobispo García Goldáraz | 23 H                        |
| Hacia Pinar de Jalón                          |                             |
| Pº Zorrilla 71 esq. Arzobispo García Goldáraz | 23 H                        |
| Pº Zorrilla 166 fte. LAVA                     | 1 2 5 18 19 23 26 C1 H F1   |
| C/ Daniel del Olmo esq. Pº Zorrilla           | 26 C1                       |
| C/ Daniel del Olmo 6                          | C1                          |
| Avda. El Norte de Castilla 14                 | -                           |
| Avda. El Norte de Castilla fte. 19            | -                           |
| Avda. El Norte de Castilla 48                 | -                           |
| C/ Vázquez de Menchaca 40 esq. Avda. Zamora   | -                           |
| C/ Bronce 3 AUVASA                            | -                           |
| Avda. Zamora fte. Bº Las Arcas                | -                           |
| Avda. Zamora Col. San Agustín                 | -                           |
| C/ Kilimanjaro 2                              | 4                           |
| C/ Kilimanjaro fte. 39                        | 4                           |
| C/ Kilimanjaro fte. Pza. Everest              | 4                           |